# EnergieBedrijven Suriname

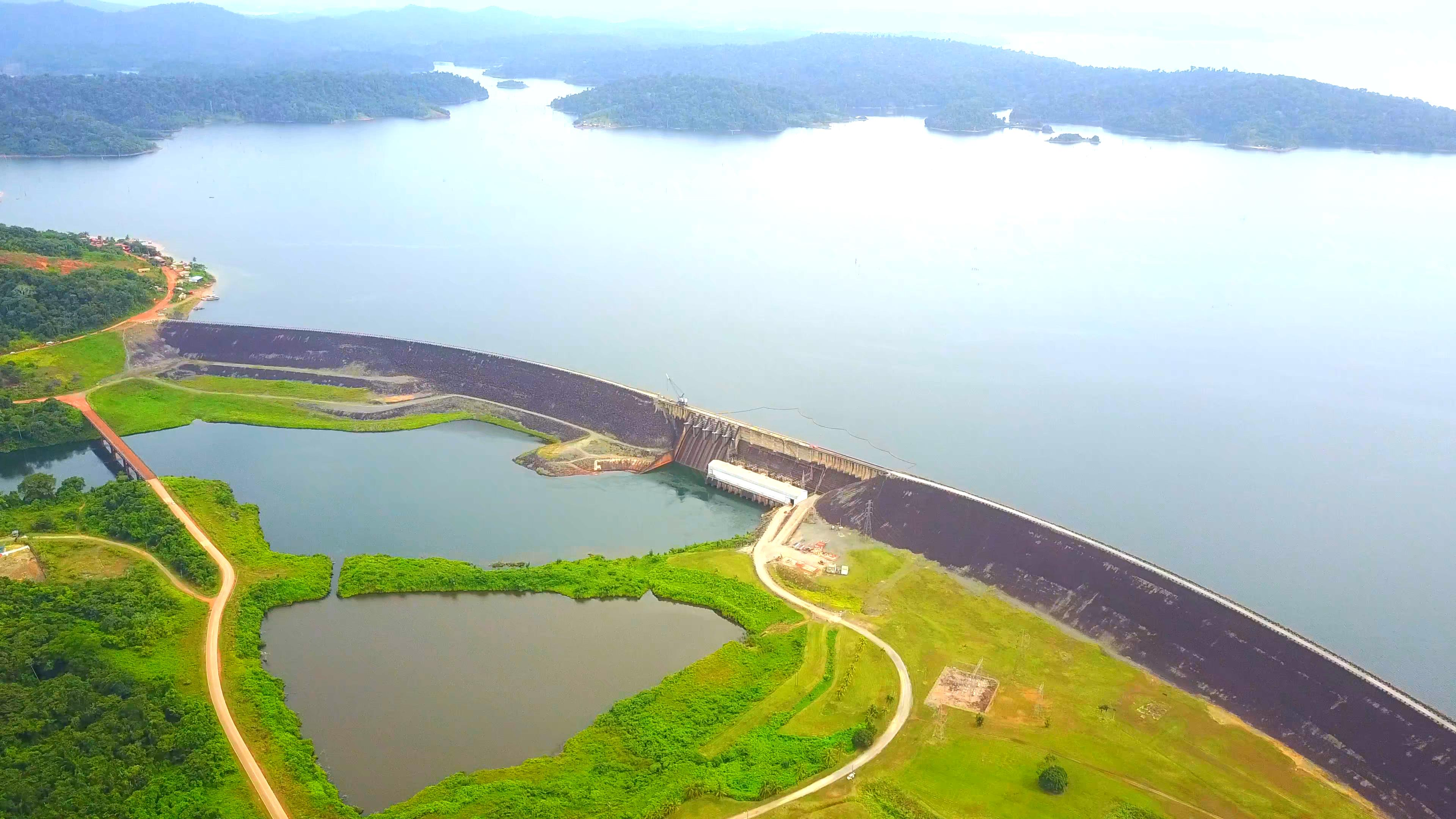
Veel energie wordt in Suriname opgewekt met behulp van de Brokopondostuwdam

NV EnergieBedrijven Suriname (EBS) is een naamloze vennootschap in Suriname die daar verantwoordelijk is voor opwekking, transmissie en distributie van elektriciteit. EBS heeft meer dan 1300 werknemers in dienst en  belevert zo'n 150.000 elektriciteitsaansluitingen. Het bedrijf is 100% eigendom van de staat Suriname.
De EBS wekt ongeveer de helft van de behoefte aan elektriciteit op in eigen centrales. Verder koopt EBS elektriciteit van Suralco en Staatsolie. Suralco levert jaarlijks ongeveer 900 GWh aan energie bij een gemiddeld vermogen van 100 MW. Deze energie wordt volledig gegenereerd door de waterkrachtcentrale bij het Brokopondostuwmeer in het district Brokopondo. Staatsolie levert ruim 440 GWh bij een gemiddeld vermogen van ruim 50 MW. Voor de opwekking hiervan wordt aardolie gebruikt. 
EBS distribueert ook propaangas via haar dochteronderneming OGANE.

## Geschiedenis
Op 1 februari 1932 werd door de Nederlands-Indische Gas Maatschappij (NIGM), opgericht in 1863 en sinds 1908 actief in Suriname, te Paramaribo de eerste elektrische centrale officieel in gebruik genomen. Het was een kleine centrale uitgerust met drie dieselmotoren. In 1950 werd de naam van de Maatschappij veranderd in Overzeese Gas- en Elektriciteitsmaatschappij (OGEM).
Vanaf januari 1968 handelt het bedrijf onder de naam NV EnergieBedrijven Suriname (EBS).
Op 1 januari 1972 kocht de Surinaamse Staat een belang van 60% in EBS waarbij het beheer bij OGEM bleef. In 1974 wilde de Staat ook de resterende aandelen kopen, maar omdat geen overeenkomst werd bereikt over de prijs, werden de aandelen in 1982 genationaliseerd, waarbij OGEM recht kreeg op een schadeloosstelling.
In september 2015 werd elektriciteit, afhankelijk van het gebruik, ongeveer drie keer zo duur. De ministerraad nam dit besluit om de tegenvallende inkomsten uit olie en goud te compenseren en om de overheidssubsidies af te bouwen. Elektriciteit, en ook water, werden jarenlang door de overheid zwaar gesubsidieerd. In 2015 werden ook benzine en diesel zo'n 10% duurder.